# Socratea montana
Socratea montana là loài thực vật có hoa thuộc họ Arecaceae. Loài này được R.Bernal & A.J.Hend. miêu tả khoa học đầu tiên năm 1986.